# Klingnau
Klingnau é uma comuna da Suíça, situada no distrito de Zurzach, no cantão de Argóvia. Tem 6,71 km² de área e sua população em 2018 foi estimada em 3.480 habitantes.